# Nationaal park Boumba Bek
Het nationaal park Boumba Bek is een nationaal park van 2.382 km² in het zuidoosten van Kameroen, gelegen in het zuidoosten van de regio Est. Het park ligt, net als het nationaal park Lobéké en het nationaal park Nki op het grondgebied van de gemeente Moloundou in het departement Boumba-et-Ngoko van de regio Est. Het park ligt in het Kongobekken en ligt meer specifiek tussen de loop van de Boumba- en Bek-rivieren.
Het nationaal park werd op 17 oktober 2005 opgericht. De wouden van Kameroen bevatten enkele van de hoogste bevolkingsdichtheden van bosolifanten met een olifantendichtheid van ongeveer 2,5 per vierkante kilometer voor Boumba Bek en het naburige nationaal park Nki samen. Deze dieren zijn het slachtoffer van stroperij, wat een groot probleem is sinds een economische depressie in de jaren tachtig van de 20e eeuw. De inheemse bevolking treedt in de voetsporen van de stropers, aangetrokken door de financiële mogelijkheden. 
Zestien bais, open plekken in het woud, zijn ontdekt in het nationaal park Boumba Bek. Hiervan worden er sindsdien vier gemonitord op activiteiten van grote zoogdieren. Chimpansees, bosantilopen, krokodillen en bongo's zijn allemaal te vinden in Boumba Bek.
BirdLife International identificeerde het nationaal park als een belangrijke broedplaats voor vogels.